# Marc Minkowski
Marc Minkowski (nascido em Paris em 4 de outubro de 1962, filho do professor Alexandre Minkowski e da tradutora Anne Wade Minkowski) é um músico e maestro francês.

## Biografia
Minkowski iniciou a sua carreira musical como intérprete do fagote, tocando em orquestras modernas e em agrupamentos barrocos como Les Arts Florissants, o Clemencic Consort de Viena e La Chapelle Royale. Iniciou os seus estudos de direcção de orquestra em França, que prosseguiu com Charles Bruck na escola Pierre Monteux Memorial (Maine, EUA).
Em 1982, fundou Les Musiciens du Louvre, ensemble que se distinguiu no reportório barroco francês (Lully, Campra, Marin Marais, Mouret, Mondonville, Rameau, Gluck etc.) e italiano (Monteverdi), bem como Mozart ou Offenbach com Les Musiciens du Louvre. Sediados em Grenoble desde 1996, associaram-se à "Maison de la Culture de Grenoble" (MC2).
A partir dessa altura a carreira como maestro de ópera de Marc Minkowski desenvolveu-se rapidamente, com Mozart em plano de destaque (Idomeneo em 1996 na Ópera Nacional de Paris, O Rapto no Serralho na estreia no Festival de Salzburgo, As Bodas de Fígaro no Festival de Aix-en-Provence, em Baden-Baden e Tóquio, A Flauta Encantada em Montpellier, Bochum e em 2005 na Ópera Nacional de Paris…), mas também com outras obras populares (Carmen de Georges Bizet, O Morcego de Johann Strauss filho, Dido e Eneias de Henry Purcell, Manon, Les Contes d'Hoffmann de Jacques Offenbach) bem como outros tesouros raros (La Dame blanche de Boïeldieu na Opéra-Comique, Le Domino noir de Auber no Teatro La Fenice de Veneza, La Favorite de Donizetti em Zurique, Robert le Diable de Meyerbeer na nova edição crítica da Staatsoper de Berlim, Cendrillon de Massenet na Ópera des Flandres, um ciclo Offenbach - La Belle Hélène, La Grande-Duchesse de Gérolstein, Orphée aux enfers) - com Laurent Pelly em Paris, Lion, Geneva e Lausana, Pelléas et Mélisande de Debussy em Leipzig em versão cénica e posteriormente em versão concerto para comemoração do centenário da obra na Opéra-Comique.
O reportório sinfónico ocupa uma parte importante da sua actividade à frente de orquestras como a Mahler Chamber Orchestra, Filarmónica de Berlim, Orquestra de Paris, Orquestra Filarmónica de Los Angeles, Mozarteum de Salzbourg ou Staatskapelle de Dresden. Mantêm uma relação de colaboração com a Orquestra de Câmara da Europa, Orquestra Sinfónica Alemá de Berlim, Orquestra Sinfónica de Viena e a Orquestra de Cleveland.